# Landó (música)
El landó es un estilo musical y baile afroperuano. 
Existen teorías del origen de este género. Según el recitador y etnomusicólogo peruano Nicomedes Santa Cruz (1925-1992), la palabra «landó» deriva de ondú, una danza africana. También se sugiere que el landó deviene del baile brasileño lundu. Asimismo, el término “landó” difícilmente se encuentra en la literatura de la época del Virreinato del Perú, aunque existe alguna mención sobre el “zamba landó”. Lamentablemente no se han encontrado todavía fuentes históricas confiables sobre las que se pueda elaborar una descripción precisa del desarrollo del landó en el Perú; la única fuente disponible es la escasa información proporcionada por informantes del siglo XX que fueron testigos de la ejecución y del texto y música de los pocos landós que han perdurado. 
Es recién en la década de 1960, que se hizo popular una canción llamada "Samba Malató" recopilada en Lima por Nicomedes Santa Cruz, grabada por su Conjunto "Cumanana". A partir de entonces, los grupos de danzas han recreado una coreografía para este baile, ya que la original se perdió.
Después de este éxito, surgieron otros landós como el "A saca camote con el pie" y "Taita Guaranguito", recopilados en las zonas de Cañete y Chincha. Con el paso de los años, diversos compositores popularizaron diversos landós.